# Кайман крокодиловий
Кайман крокодиловий (Caiman crocodilus) — представник роду кайман родини алігаторові. Має 4 підвиди. Інша назва «звичайний кайман».

## Опис
Загальна довжина досягає 2,5—2,6 м, вага до 30 кг. Морда дещо довга, попереду звужена. По краях верхньої щелепи утворюються щілини, в які при змиканні щелеп входять нижні зуби, як у крокодилових. На голові, між передніми кутами очних ямок, є поперечний валик. На шиї присутні 3 ряди великих потиличних щитків. Навколо очей є кістяні вирости, що нагадують собою окуляри.
Забарвлення темно-оливкового кольору. Молоді особини забарвлені світліше, мають малюнок з бурих й чорних плям, який з віком зникає. Черево світлого кольору.

## Поширення
Мешкає в Центральній Америці, у всій Амазонській низовині, зокрема у Бразилії, Венесуелі, Колумбії, Еквадорі, Гаяні та Суринамі, на острові Тринідад і на декількох інших островах у південній частині Карибського моря, зокрема Кубі та Пуерто-Рико. Трапляється також у Перу та Болівії.

## Спосіб життя
Полюбляє тихі водойми із замуленим дном, найчастіше зустрічається у болотах й невеликих річках. Трапляється у солоній воді. Відзначається високим рівнем адаптації до різних водоймищ.
Це плазуни-одинаки. Разом проводять час лише під час парування.
Кайман крокодиловий харчується іншими плазунами, різноманітною рибою, а також безхребетними — прісноводними крабами й молюсками. Попри значну довжину кайман, порівняно з теплокровними тваринами того самого розміру, не потребує великої кількості їжі. Зазвичай він задовольняється тим, що знаходить поблизу, наприклад, великими равликами. Молоді каймани харчуються водними комахами.

## Розмноження
Розмножуються протягом усього року, у Колумбії найактивніші з січня по березень. Статеве життя самці починають з 8 років, самиці з 4. Злучаються каймани на мілині. Відкладається 15—30 яєць. Запліднена самка, щоб уберегти яйця від прямих сонячних променів, намагається розмістити кладку під кущем або у затінку дерев. Вона у готовому кублі робить отвір й відкладає в нього від 15 до 30 яєць. Яйця каймана білого кольору, завдовжки 45—70 мм та завширшки 25—40 мм. Самиця турботливо прикриває їх рослинами. Завдяки тропічному клімату і теплу, що виділяється при розкладанні гниючих рослин, яйця перебувають в ідеальних умовах. Під час інкубації самиця перебуває поблизу кубла.
Через 4—8 тижнів з'являються молоді каймани завдовжки 15—25 см, жовті з чорними смугами. Інколи тим самим кублом користуються декілька самок.
Тривалість життя — 60 років.

## Загрози
Кайман крокодиловий може поступитися у двобої анаконді або ягуарові, проте найбільшою загрозою для нього є людина. Багатьох кайманів вбивають скотарі, які впевнені, що рептилії небезпечні для їхніх черед.
Окрім того, їх відловлюють торговці живим товаром й сувенірами. Саме крокодилового каймана найчастіше можна зустріти у домашніх тераріумах. Дитинчата каймана не підходять для утримання у неволі. У багатьох країнах для утримання цих рептилій вдома необхідно отримати спеціальний дозвіл.

## Систематика
Один із 3 видів роду кайманів (Caiman).
Станом на 2024 рік описано 4 підвиди:
- Caiman crocodilus crocodilus;
- Caiman crocodilus apaporiensis;
- Caiman crocodilus chiapasius;
- Caiman crocodilus fuscus.